# Hermann Stern (NS-Opfer)
Hermann Stern (* 14. Februar 1866 in Creglingen; † 25. März 1933 ebenda) war das erste Todesopfer des Creglinger Pogroms und nach Ansicht von Horst F. Rupp das erste Todesopfer der systematischen Judenverfolgungen zur Zeit des Nationalsozialismus in Deutschland.

## Leben
Stern war Pferde- und Immobilienhändler sowie Vorsitzender im Aufsichtsrat der Landwirtschafts- und Gewerbebank in Creglingen. Er gehörte der jüdischen Gemeinde Creglingen an, die am 25. März 1933 von einer SA-Standarte unter der Leitung von Fritz Klein und Polizeikräften teils aus dem Gottesdienst, teils aus Privathäusern zusammengetrieben wurde, und war einer von sechzehn Männern, die im Rathaus mit Knüppeln und Ruten verprügelt wurden. Aufgrund eines Fluchtversuchs wurde er besonders brutal misshandelt. Ärztliche Hilfe wurde erst geholt, nachdem Kleins Trupp mit vier Schutzhäftlingen abgezogen war. Hermann Stern erlag noch am gleichen Tag seinen Verletzungen. Er wurde auf dem Jüdischen Friedhof Creglingen bestattet, wo sein Grabstein bis heute erhalten ist. Sein Sohn Emil verließ 1939 nach einer Haftzeit im KZ Dachau als letzter Jude Creglingen.
Zwei Tage nach dem Überfall starb auch Arnold Rosenfeld, der ebenfalls von der SA misshandelt worden war. Ein Versuch, die Realschule des Ortes nach Stern und Rosenfeld zu benennen, schlug fehl. In Lion Feuchtwangers Roman Die Geschwister Oppenheim wird der Überfall auf die jüdische Gemeinde Creglingens geschildert. Der Täter Fritz Klein ist dort mit Klarnamen genannt, aus Hermann Stern wurde ein Herr Berg.
Sterns Betpult aus der Creglinger Synagoge sowie eine Originalfotografie Sterns, die seine Enkelin überbrachte, sind im Jüdischen Museum Creglingen zu sehen. Auch das Gebäude, in dem sich dieses Museum heute befindet, gehörte einst Hermann Stern.